# تايلر بيلامي
تايلر بيلامي (بالإنجليزية: Tyler Bellamy)‏ (17 مايو 1988 في الولايات المتحدة - ) هو لاعب كرة قدم أمريكي في مركز الدفاع. لعب مع Rochester Rhinos ‏ وOcean City Nor'easters ‏.

## وصلات خارجية
- تايلر بيلامي على موقع قاعدة بيانات كرة القدم.إي يو (الإنجليزية)